# Курск (подводница)
Вижте пояснителната страница за други значения на Курск.
Атомен подводен ракетен крайцер К-141 „Курск“ е руска атомна подводница с крилати ракети, проект 949А (от 1986 година), шифър „Антей“ (обозначение „Оскар-II“ от НАТО).
Построена в град Северодвинск в 1992 година и пусната на вода през май 1994 г. Приета на въоръжение в руския Северен флот на 30 декември 1994 г., в чийто плавателен състав се намира от 1995 до 2000 г.
Потъва при учение в Баренцово море на 12 август 2000 г. в резултат от 2 последователни взрива:
- първият в 11:27 ч. в командното отделение при изстрелване на подводни торпеда
- вторият в 11:29 ч. в носовата част, в торпедния отсек.

Секунди след това подводницата потъва и удря дъното на морето.
В 13:15 ч. на 13 август, командващият учението адмирал Петров обмисля как да процедира, след като 5 от общо 6 подводници участващи в учението му докладват, че всяка тях успешно е завършила мисията си, а единствено „Курск“ не е докладвала.
В 23:30 ч. същия ден, командването на руския военен флот обявява бедствено положение поради факта, че от обяд на същия ден е прекъсната всякаква връзка с „Курск“.
В 04:30 ч. на 13 август, подводен сонар на атомния крайцер „Петър Велики“ ,открива нейното точно местоположение.
В 07:45 ч. на 21 август с помощта на английски и норвежки гмуркачи бива отворен аварийният изход, намиращ се в кърмова част.
Около 1 година след нейното потъване, останките на подводницата са извадени на повърхността и след анализ е установено, че 5 или 7 торпеда са се взривили едновременно в предния торпеден отсек на борда ѝ. Всички крилати ракети са непокътнати. Установено е, че е имало теч на водороден пероксид, част от който е проникнал през торпедната обшивка, докоснал се е до корозирал материал в резултат на което водородния пероксид е увеличил много бързо обема си, нагрява се и достига до керосина намиращ се в резервоара. В резултат избухва взрив – причина за смъртта на всички в командния отсек на подводницата. За 1/5 от секундата през тръбите на вентилационната система, взривната вълна достига до предната част от подводницата. Експлозията от взривените торпеда, разкъсва 70 метра от външната обшивка на подводницата и водата светкавично нахлува в подводницата. Нито една от помпите за изпомпване на вода в авариен случай не е била задействана.
При катастрофата, на борда на подводницата се намират 118 души. Никой от тях не оцелява. Останките на някои от тях по-късно са извадени на повърхността и погребани.

## Причини потъването

### Официален доклад
В официалния доклад от 2000 страници на генералния прокурор на Русия, публикуван през 2002 г., се прави заключение, че гибелта на „Курск“ е предизвикана от учебно торпедо, което се е взривило в торпедния отсек. Торпеда с водороден пероксид не се използват в света, повече от 50 години преди инцидента, а „Курск“ е била нова подводница.

### Удари от подводници
- Според създателите на документалния филм „Курск: Подводница в мътни води“[2] причина за гибелта на подводницата е торпедо Mk-48, изстреляно от „Мемфис“ – едната от двете американски подводници, следили отблизо военноморските маневри, провеждани при инцидента и в които „Курск“ е участвал. Точните причини за изстрелването на торпедото са трудни за установяване, но филмът разглежда и съпоставя значителен брой документи и факти, целящи да покажат, че гибелта на „Курск“ е предизвикана от торпедо, изстреляно от американска подводница. Изтъкват се редица факти в тази връзка, сред които опрощаване на заем от 10 млрд. USD от САЩ за Русия и отпускане на нов заем скоро след инцидента.
- Според публикация на РИА „Новости“ от 22 ноември 2021 г. адмирал Вячеслав Попов, командващ Северния флот (1999 – 2001) по време на инцидента, изнася скриван дотогава факт – „Курск“ е ударен от смъртоносни атаки от подводници на САЩ. Журналистът Андрей Угланов обяснява, че по онова време подводниците „Толедо“ и „Мемфис“ са провеждали учение и са попаднали в териториални води на Русия. Едната подводница по погрешка се врязва в борда на „Курск“, а от другата (приемайки това стълкновение за атака от „Курск“) са изстреляни 2 торпеда по руската подводница. „Курск“ е взривен и пада на дъното, както и „Мемфис“ на 700 метра с огромни повреди.[3]

### Други версии
- Веднага след катастрофата чеченски уебсайт съобщава, че взривът в подводницата е предизвикан от терорист на борда, член на екипажа от Дагестан. Предполага се, че той е взривил себе си в поддръжка на сепаратистите в Чечня. Тази версия е бързо отхвърлена.
- Наред със самостоятелния взрив от торпедо сред така наречените „пацифистки“ версии се разглежда и вариант, че „Курск“ се е натъкнал на подводна мина от Втората световна война. Този сблъсък довежда до детонация на торпедото. Тази версия получава продължение в руския филм „72 метра“. След излизането на официалната версия това предположение отпада.